# Nati nel 1867
| Questa pagina contiene informazioni ricavate automaticamente dalle voci biografiche con l'ausilio del template Bio e di un bot. L'aggiornamento è periodico e automatico e ricostruisce completamente la pagina. Se manca una persona in questa lista, sei pregato di non aggiungerla, ma accertati piuttosto che la sua voce biografica contenga il template Bio e che i dati anagrafici siano correttamente compilati. Se il template Bio manca, inseriscilo tu stesso o, in alternativa, metti l'avviso {{tmp\|Bio}} che ne segnala la mancanza. Se i dati riportati sono sbagliati, correggi direttamente la voce biografica; le modifiche saranno visibili in questa lista entro pochi giorni. Per chiarimenti vedi il progetto biografie. La lista contiene solo le 693 persone che sono citate nell'enciclopedia e per le quali è stato implementato correttamente il template Bio. Pagina aggiornata al 18 ago 2025. |

## Gennaio(49)
- 1º gennaio - Lew Fields, attore statunitense († 1941)
- 1º gennaio - Jeanne Filleul-Brohy, giocatrice di croquet francese († 1937)
- 1º gennaio - Jeanne Lanvin, stilista francese († 1946)
- 3 gennaio - Vittorio Ducrot, imprenditore, designer e politico italiano († 1942)
- 6 gennaio - Baldomero Lillo, scrittore cileno († 1923)
- 6 gennaio - Pelagio Luna, politico e avvocato argentino († 1919)
- 7 gennaio - Martial-Pierre-Marie Jannin, vescovo cattolico e missionario francese († 1940)
- 8 gennaio - Crisostomo di Smirne († 1922)
- 8 gennaio - Vincenzo De Bartholomaeis, filologo italiano († 1953)
- 8 gennaio - Emily Greene Balch, pacifista, scrittrice e economista statunitense († 1961)
- 8 gennaio - Erwin Preuschen, teologo e presbitero tedesco († 1920)
- 10 gennaio - Roger Nivière, tiratore a volo francese († 1917)
- 11 gennaio - Sergio, religioso russo († 1944)
- 11 gennaio - Edward Titchener, psicologo e filosofo britannico († 1927)
- 12 gennaio - Nikol Duman, politico e rivoluzionario armeno († 1914)
- 12 gennaio - Ernest Friedrich Gilg, botanico tedesco († 1933)
- 15 gennaio - Anna Franchi, scrittrice e giornalista italiana († 1954)
- 15 gennaio - Eustachio Kugler, religioso tedesco († 1946)
- 15 gennaio - Henry Stephens Washington, geologo statunitense († 1934)
- 15 gennaio - Maria Teresa di Borbone-Due Sicilie, principessa († 1909)
- 16 gennaio - Percy Pilcher, inventore britannico († 1899)
- 16 gennaio - Salvatore Renda, avvocato e politico italiano († 1942)
- 16 gennaio - Vikentij Vikent'evič Veresaev, scrittore russo († 1945)
- 17 gennaio - Hugo Baum, botanico tedesco († 1950)
- 17 gennaio - Eugenio Casanova, archivista e funzionario italiano († 1951)
- 17 gennaio - Carl Laemmle, produttore cinematografico tedesco († 1939)
- 17 gennaio - Alfred Rawlinson, militare e giocatore di polo britannico († 1934)
- 18 gennaio - Enrico de Leva, compositore e pianista italiano († 1955)
- 18 gennaio - Rubén Darío, poeta, giornalista e diplomatico nicaraguense († 1916)
- 18 gennaio - Olga Nethersole, attrice, direttrice teatrale e regista inglese († 1951)
- 18 gennaio - Stepan Zorian, rivoluzionario armeno († 1919)
- 21 gennaio - James A. Marcus, attore statunitense († 1937)
- 21 gennaio - Arsène Millocheau, ciclista su strada francese († 1948)
- 21 gennaio - Ludwig Thoma, scrittore, pubblicista e editore tedesco († 1921)
- 21 gennaio - Maxime Weygand, generale francese († 1965)
- 23 gennaio - Maria Bergamas, italiana († 1953)
- 23 gennaio - George Simond, tennista britannico († 1941)
- 24 gennaio - Guido Albertelli, ingegnere, progettista e politico italiano († 1938)
- 24 gennaio - Darso James Densmore, compositore di scacchi statunitense († 1917)
- 25 gennaio - Paolo Bellezza, scrittore e docente italiano († 1950)
- 25 gennaio - Alfred Wotquenne, bibliografo e musicologo belga († 1939)
- 27 gennaio - Claude Antoine Terrasse, compositore francese († 1923)
- 28 gennaio - Giovanni Corsi, ingegnere e politico italiano († 1953)
- 28 gennaio - Eugène Goossens, violinista e direttore d'orchestra francese († 1958)
- 29 gennaio - Vicente Blasco Ibáñez, scrittore, sceneggiatore e regista spagnolo († 1928)
- 30 gennaio - Augusto Majani, pittore e illustratore italiano († 1959)
- 30 gennaio - Domenico Mezzadri, vescovo cattolico italiano († 1936)
- 31 gennaio - Manuel Portela Valladares, storico e politico spagnolo († 1952)
- 31 gennaio - Alessandro Tedeschi, chirurgo italiano († 1940)

## Febbraio(50)
- 1º febbraio - Filippo Re Capriata, fisico italiano († 1908)
- 3 febbraio - Charles Henry Turner, entomologo, psicologo e educatore statunitense († 1923)
- 4 febbraio - Alexander Godley, generale britannico († 1957)
- 5 febbraio - Giuseppe Bonandrini, poeta italiano († 1940)
- 5 febbraio - Napoleone Cozzi, alpinista, pittore e decoratore italiano († 1916)
- 5 febbraio - Pëtr Petrovič Schmidt, militare, comandante marittimo e rivoluzionario russo († 1906)
- 5 febbraio - Alfred Schneidau, crickettista e calciatore inglese († 1940)
- 6 febbraio - Dorotea Chávez Orozco, religiosa messicana († 1949)
- 7 febbraio - Giuseppe Borri, imprenditore italiano († 1926)
- 7 febbraio - Laura Ingalls Wilder, scrittrice statunitense († 1957)
- 8 febbraio - Max Dessoir, filosofo tedesco († 1947)
- 8 febbraio - Michael Zeno Diemer, pittore tedesco († 1939)
- 9 febbraio - Giuseppe Boselli, militare e imprenditore italiano († 1941)
- 9 febbraio - Cirillo Makarios, patriarca cattolico egiziano († 1921)
- 9 febbraio - Alessandro Marracino, magistrato, giurista e politico italiano († 1941)
- 9 febbraio - Natsume Sōseki, scrittore giapponese († 1916)
- 12 febbraio - Giuseppe Mazzei, pittore italiano († 1944)
- 13 febbraio - Harold Mahony, tennista irlandese († 1905)
- 13 febbraio - Giuseppe Manente, compositore, direttore d'orchestra e militare italiano († 1941)
- 14 febbraio - Toyoda Sakichi, inventore e imprenditore giapponese († 1930)
- 16 febbraio - Clelia Garibaldi, scrittrice italiana († 1959)
- 16 febbraio - Guido Larcher, politico italiano († 1959)
- 16 febbraio - Arturo Orsoni, scultore italiano († 1928)
- 16 febbraio - Federico Patetta, storico e filologo italiano († 1945)
- 16 febbraio - Václav Tille, scrittore ceco († 1937)
- 17 febbraio - Donato Antonio Tommasi, generale e avvocato italiano († 1949)
- 18 febbraio - Diego Avarelli, magistrato italiano († 1939)
- 18 febbraio - Claudio Angelo Giuseppe Calabrese, vescovo cattolico italiano († 1932)
- 18 febbraio - Gordon Thomas Savage, arbitro di calcio, allenatore di calcio e calciatore inglese († 1951)
- 19 febbraio - Michele Barbi, filologo e italianista italiano († 1941)
- 19 febbraio - Roberto De Vito, politico italiano († 1959)
- 19 febbraio - Giovanni Montemartini, politico italiano († 1913)
- 20 febbraio - Dionisio Anzilotti, giurista e docente italiano († 1950)
- 20 febbraio - Luisa, principessa reale, nobile inglese († 1931)
- 21 febbraio - Ferruccio Corradetti, baritono italiano († 1939)
- 22 febbraio - Antonio Ricci Signorini, compositore e direttore d'orchestra italiano († 1965)
- 23 febbraio - Isaac Broydé, orientalista e bibliotecario russo († 1922)
- 23 febbraio - Dionigi Scano, architetto, saggista e politico italiano († 1949)
- 24 febbraio - James Anthony Walsh, vescovo cattolico statunitense († 1936)
- 25 febbraio - Nazime Sultan, principessa ottomana († 1947)
- 25 febbraio - William Lakin Turner, pittore britannico († 1936)
- 26 febbraio - Ugo Ancona, ingegnere e politico italiano († 1936)
- 26 febbraio - Joe Cunningham, tennista statunitense († 1951)
- 26 febbraio - Alexander Kircher, pittore austro-ungarico († 1939)
- 27 febbraio - Irving Fisher, economista e statistico statunitense († 1947)
- 27 febbraio - Wilhelm Peterson-Berger, compositore, critico musicale e musicologo svedese († 1942)
- 28 febbraio - William Degouve de Nuncques, pittore belga († 1935)
- 28 febbraio - Mayme Kelso, attrice statunitense († 1946)
- 28 febbraio - Aleksandăr Protogerov, generale, politico e rivoluzionario bulgaro († 1928)
- 28 febbraio - Percy Sykes, generale, diplomatico e scrittore britannico († 1945)

## Marzo(50)
- 1º marzo - Giuseppe Gervasini, presbitero italiano († 1941)
- 1º marzo - Mago Chiò, arrampicatore italiano († 1891)
- 3 marzo - Addaï Scher, vescovo cattolico iracheno († 1915)
- 3 marzo - Guy Rose, pittore statunitense († 1925)
- 4 marzo - Giovanni Cazzani, arcivescovo cattolico italiano († 1952)
- 4 marzo - Douglas Nicholson, ufficiale inglese († 1946)
- 5 marzo - Luigi Cozza, ingegnere e politico italiano († 1955)
- 5 marzo - Elizabeth Fleischman, scienziata statunitense († 1905)
- 6 marzo - Jean Houzeau de Lehaie, biologo belga († 1959)
- 7 marzo - Arvid Knöppel, tiratore a segno svedese († 1925)
- 7 marzo - Vincenzo Librandi, scrittore italiano († 1932)
- 7 marzo - Giovanni Battista Rosa, arcivescovo cattolico italiano († 1942)
- 8 marzo - Charles Howard, X conte di Carlisle, nobile, militare e politico britannico († 1912)
- 8 marzo - Orus Jones, golfista statunitense († 1963)
- 8 marzo - Gregorio de Laferrère, scrittore argentino († 1913)
- 8 marzo - Victor Thibault, arciere francese († 1941)
- 10 marzo - Hector Guimard, architetto francese († 1942)
- 10 marzo - Hermann von der Lieth-Thomsen, generale tedesco († 1942)
- 10 marzo - Giuseppe Pucci di Benisichi, politico italiano († 1942)
- 10 marzo - Serafino Ricci, numismatico e museologo italiano († 1943)
- 10 marzo - Arturo Stagliano, pittore, scultore e medaglista italiano († 1936)
- 10 marzo - Lillian Wald, infermiera e attivista statunitense († 1940)
- 11 marzo - Charles Sorum, ginnasta e multiplista statunitense († 1935)
- 12 marzo - Raul Brandão, giornalista, scrittore e militare portoghese († 1930)
- 12 marzo - Charles Brown, giocatore di roque statunitense († 1937)
- 12 marzo - Vehbi Dibra, teologo e politico albanese († 1937)
- 12 marzo - Giuseppe Squillante, ebanista italiano († 1942)
- 14 marzo - Filoteo Alberini, regista italiano († 1937)
- 14 marzo - Henry Cubitt, II barone Ashcombe, nobile e politico inglese († 1947)
- 14 marzo - Marie Steiner, esoterista e teosofa tedesca († 1948)
- 15 marzo - Lionel Johnson, poeta e critico letterario inglese († 1902)
- 17 marzo - Jean Fischer, ciclista su strada francese († 1935)
- 17 marzo - J.P. Lockney, attore statunitense
- 17 marzo - Rodolfo Namias, chimico, fotografo e saggista italiano († 1938)
- 19 marzo - Paolo Ciulla, falsario, fotografo e incisore italiano († 1931)
- 20 marzo - Henri Bellery-Desfontaines, pittore, incisore e architetto francese († 1909)
- 20 marzo - Crittenden Marriott, romanziere, sceneggiatore e regista statunitense († 1932)
- 21 marzo - Amos Arthur Heller, botanico statunitense († 1944)
- 21 marzo - Florenz Ziegfeld, impresario teatrale statunitense († 1932)
- 23 marzo - Carl Moser, politico e agronomo svizzero († 1959)
- 24 marzo - Guido Menasci, librettista, letterato e giornalista italiano († 1925)
- 25 marzo - Gutzon Borglum, scultore statunitense († 1941)
- 25 marzo - Hryhoryj Chomyšyn, vescovo cattolico e beato ucraino († 1947)
- 25 marzo - Arturo Toscanini, direttore d'orchestra italiano († 1957)
- 26 marzo - Giovanni Borelli, politico, giornalista e militare italiano († 1932)
- 26 marzo - Dwight Heald Perkins, architetto e urbanista statunitense († 1941)
- 29 marzo - Cy Young, giocatore di baseball statunitense († 1955)
- 30 marzo - Paul Davidson, produttore cinematografico e imprenditore tedesco († 1927)
- 30 marzo - Abel Faivre, pittore, litografo e illustratore francese († 1945)
- 30 marzo - Arturo Farinelli, critico letterario e germanista italiano († 1948)

## Aprile(47)
- 1º aprile - Albert Allen, calciatore inglese († 1899)
- 1º aprile - Teresio Borsalino, imprenditore e politico italiano († 1939)
- 2 aprile - Eugen Sandow, culturista e atleta di forza tedesco († 1925)
- 4 aprile - Otto Folin, chimico svedese († 1934)
- 4 aprile - Bruno Galli-Valerio, patologo, igienista e batteriologo italiano († 1943)
- 4 aprile - Duarte Leopoldo e Silva, arcivescovo cattolico brasiliano († 1938)
- 5 aprile - Ernest Lewis, tennista britannico († 1930)
- 5 aprile - Helen Stratton, illustratrice britannica († 1961)
- 6 aprile - Laura Mestre Hevia, scrittrice, traduttrice e grecista cubana († 1944)
- 8 aprile - Martin Ludwig, ginnasta e multiplista statunitense († 1931)
- 8 aprile - Giuseppe Massarenti, politico e sindacalista italiano († 1950)
- 8 aprile - Arthur Streeton, pittore australiano († 1943)
- 9 aprile - Joseph Bidez, filologo classico belga († 1945)
- 9 aprile - L. Rogers Lytton, attore, regista e sceneggiatore statunitense († 1924)
- 9 aprile - Chris Watson, politico australiano († 1941)
- 9 aprile - Charles Winckler, tiratore di fune danese († 1932)
- 10 aprile - Ciro Galvani, attore italiano († 1956)
- 10 aprile - George William Russell, scrittore e pittore irlandese († 1935)
- 10 aprile - Sidney Dean Townley, astronomo e geodeta statunitense († 1946)
- 11 aprile - Sindo Garay, compositore, chitarrista e cantante cubano († 1968)
- 11 aprile - Elviro Raimondi, pittore italiano († 1920)
- 12 aprile - Umberto Montanari, militare e politico italiano († 1932)
- 12 aprile - Daddy Stovepipe, musicista, chitarrista e cantante statunitense († 1963)
- 13 aprile - Adolf Olland, scacchista olandese († 1933)
- 13 aprile - Leon Petrażycki, giurista, filosofo e sociologo polacco († 1931)
- 14 aprile - René Boylesve, scrittore francese († 1926)
- 14 aprile - Cristiano Vittorio di Schleswig-Holstein, principe inglese († 1900)
- 14 aprile - Edgar Seligman, schermidore britannico († 1958)
- 16 aprile - Andrej Tošev, politico, diplomatico e scienziato bulgaro († 1944)
- 16 aprile - Fratelli Wright, pioniere dell'aviazione, ingegnere e inventore statunitense († 1912)
- 17 aprile - María Guerrero, attrice teatrale spagnola († 1928)
- 18 aprile - Sofia Cacherano di Bricherasio, pittrice e filantropa italiana († 1950)
- 18 aprile - James Cullen, gesuita, matematico e insegnante irlandese († 1933)
- 18 aprile - Scipione Scipioni, militare italiano († 1940)
- 19 aprile - Roberto Payró, scrittore e giornalista argentino († 1928)
- 19 aprile - Zinaida Vengerova, critica letteraria e traduttrice russa († 1941)
- 21 aprile - Arturo Ferretto, storico italiano († 1928)
- 23 aprile - Francesco Bajardi, compositore e pianista italiano († 1934)
- 23 aprile - Alberto Cioci, insegnante e scrittore italiano († 1925)
- 23 aprile - Camillo Corradini, politico italiano († 1928)
- 23 aprile - Johannes Andreas Grib Fibiger, medico danese († 1928)
- 24 aprile - Fannie Thomas, supercentenaria statunitense († 1981)
- 25 aprile - Essek William Kenyon, predicatore statunitense († 1948)
- 27 aprile - Sarmiza Bilcescu, avvocata e attivista rumena († 1935)
- 29 aprile - Knud Andersen, zoologo danese († 1918)
- 29 aprile - Luigi Rossi, avvocato, giurista e politico italiano († 1941)
- 30 aprile - Juana Romani, pittrice italiana († 1923)

## Maggio(59)
- 2 maggio - Giuseppe Morello, mafioso italiano († 1930)
- 3 maggio - Giocondo Fino, compositore italiano († 1950)
- 3 maggio - Aleksandăr Malinov, politico bulgaro († 1938)
- 6 maggio - Alessandro Artom, ingegnere e inventore italiano († 1927)
- 6 maggio - Alfred Cheetham, esploratore, marinaio e militare britannico († 1918)
- 6 maggio - Guido Menzinger, militare italiano († 1916)
- 6 maggio - Iso Mutsu, scrittrice britannica († 1930)
- 7 maggio - Władysław Reymont, scrittore polacco († 1925)
- 8 maggio - Camillo Valle, imprenditore e politico italiano († 1931)
- 8 maggio - Alberto I di Thurn und Taxis, principe tedesco († 1952)
- 9 maggio - Francesco Crispo Moncada, prefetto, poliziotto e politico italiano († 1952)
- 9 maggio - Marie-Juliette Louvet, francese († 1930)
- 10 maggio - Alessandro De Bosdari, diplomatico italiano († 1929)
- 10 maggio - Josef Felix Pompeckj, paleontologo e geologo tedesco († 1930)
- 10 maggio - Curtis Dwight Wilbur, politico statunitense († 1954)
- 11 maggio - Jules Valton, velista francese († 1941)
- 12 maggio - Lionel Belmore, attore e regista inglese († 1953)
- 13 maggio - Frank Brangwyn, pittore, incisore e illustratore britannico († 1956)
- 13 maggio - Giovanni Colmo, pittore italiano († 1947)
- 13 maggio - Thomas Gann, medico irlandese († 1938)
- 13 maggio - Effie Shannon, attrice statunitense († 1954)
- 14 maggio - Kurt Eisner, giornalista e politico tedesco († 1919)
- 14 maggio - Adam Stefan Sapieha, cardinale e arcivescovo cattolico polacco († 1951)
- 15 maggio - Giuseppe Alessi, scacchista italiano († 1945)
- 15 maggio - Fredrik Hjalmar Johansen, esploratore norvegese († 1913)
- 15 maggio - Eugenia von der Leyen, mistica tedesca († 1929)
- 16 maggio - Anna Alma-Tadema, pittrice britannica († 1943)
- 17 maggio - Gabriel Bertrand, chimico e biologo francese († 1962)
- 17 maggio - Tom Lewis, attore statunitense († 1927)
- 17 maggio - James Spensley, calciatore, allenatore di calcio e educatore inglese († 1915)
- 18 maggio - Vilis Olavs, politico lettone († 1917)
- 19 maggio - Otto Appel, agronomo e botanico tedesco († 1952)
- 19 maggio - Ercole Marelli, imprenditore e mecenate italiano († 1922)
- 20 maggio - Serena Lederer, collezionista d'arte e mecenate austro-ungarica († 1943)
- 21 maggio - Frances Densmore, etnografa e etnomusicologa statunitense († 1957)
- 21 maggio - Nicola Monterisi, arcivescovo cattolico italiano († 1944)
- 21 maggio - Sebastiano Satta, poeta, scrittore e avvocato italiano († 1914)
- 22 maggio - Romaine Fielding, attore, regista e sceneggiatore statunitense († 1927)
- 22 maggio - Julio Flórez, poeta colombiano († 1923)
- 22 maggio - Erich Lexer, chirurgo tedesco († 1937)
- 22 maggio - Olena Oleksandrivna Muravjova, insegnante e cantante ucraina († 1939)
- 22 maggio - Charles M. Seay, regista, sceneggiatore e attore statunitense († 1944)
- 23 maggio - John Exley, canottiere statunitense († 1938)
- 24 maggio - Nicola Serra, avvocato, politico e antifascista italiano († 1950)
- 25 maggio - Anders Peter Nielsen, tiratore a segno danese († 1950)
- 25 maggio - William Ward, II conte di Dudley, politico britannico († 1932)
- 26 maggio - Amon von Gregurich, schermidore ungherese († 1915)
- 26 maggio - Giovanni Pedrotti, alpinista, etnografo e naturalista italiano († 1938)
- 26 maggio - Julius Stieglitz, chimico e docente statunitense († 1937)
- 26 maggio - Maria di Teck, regina († 1953)
- 27 maggio - Arnold Bennett, scrittore, drammaturgo e giornalista inglese († 1931)
- 27 maggio - Caleb Bradham, farmacista statunitense († 1934)
- 28 maggio - Raoul André Ulmann, pittore francese († 1932)
- 28 maggio - Detlof von Winterfeldt, militare e diplomatico tedesco († 1940)
- 29 maggio - Adolfo Caminha, poeta e scrittore brasiliano († 1897)
- 29 maggio - Jacques Loysel, scultore francese († 1925)
- 29 maggio - Frank Stoker, tennista e rugbista a 15 irlandese († 1939)
- 29 maggio - Georg von Waldburg-Zeil, principe e militare tedesco († 1918)
- 31 maggio - Maria Giuseppina di Sassonia, nobildonna tedesca († 1944)

## Giugno(43)
- 2 giugno - David Ashworth, allenatore di calcio inglese († 1947)
- 2 giugno - Karl Ludwig Domenigg, alpinista e giornalista austriaco († 1950)
- 3 giugno - Thomas S. Hermansen, direttore della fotografia, regista e produttore cinematografico danese († 1930)
- 4 giugno - Marco Anzoletti, compositore e violinista italiano († 1929)
- 4 giugno - Carl Gustaf Emil Mannerheim, generale e politico finlandese († 1951)
- 5 giugno - Eugène Pittard, antropologo svizzero († 1962)
- 5 giugno - Paul-Jean Toulet, poeta francese († 1920)
- 5 giugno - Francesco de Guarnieri, violinista e compositore italiano († 1927)
- 6 giugno - David T. Abercrombie, imprenditore statunitense († 1931)
- 6 giugno - Egisto Grismayer, ingegnere italiano († 1934)
- 7 giugno - Luigi Maurizio Tedeschi, arpista e compositore italiano († 1944)
- 8 giugno - Dagny Juel, scrittrice norvegese († 1901)
- 8 giugno - P.A. Orlimont, compositore di scacchi tedesco († 1943)
- 8 giugno - Ettore Verga, storico italiano († 1930)
- 8 giugno - Frank Lloyd Wright, architetto statunitense († 1959)
- 9 giugno - Emma Louisa Turner, ornitologa britannica († 1940)
- 10 giugno - Ludwig Schmitz-Kallenberg, storico, archivista e diplomatista tedesco († 1937)
- 11 giugno - Charles Fabry, fisico francese († 1945)
- 11 giugno - Ettore Fronzi, arcivescovo cattolico italiano († 1940)
- 11 giugno - Inō Kanori, antropologo giapponese († 1925)
- 11 giugno - Marie Krøyer, pittrice e progettista danese († 1940)
- 11 giugno - Daniel Vorländer, chimico prussiano († 1941)
- 12 giugno - Ernesto Mombelli, generale e politico italiano († 1932)
- 14 giugno - Frederick Christian, crickettista britannico († 1934)
- 14 giugno - Alfred Cohn, regista e attore danese († 1932)
- 14 giugno - Maria Dorotea d'Asburgo-Lorena, austriaca († 1932)
- 15 giugno - Konstantin Dmitrievič Bal'mont, poeta russo († 1942)
- 15 giugno - Ivan Grohar, pittore sloveno († 1911)
- 16 giugno - Rosa Genoni, stilista italiana († 1954)
- 17 giugno - Edwards Davis, attore statunitense († 1936)
- 17 giugno - Flora Finch, attrice inglese († 1940)
- 17 giugno - John Robert Gregg, inventore, insegnante e linguista irlandese († 1948)
- 17 giugno - Henry Lawson, scrittore e poeta australiano († 1922)
- 18 giugno - Thaddeus Cahill, avvocato e inventore statunitense († 1934)
- 18 giugno - Charles Guignebert, storico francese († 1939)
- 19 giugno - Konstanty Budkiewicz, presbitero e politico polacco († 1923)
- 23 giugno - Lodovico Piccioli, agronomo italiano († 1954)
- 23 giugno - William Richmond Chase, cestista statunitense († 1951)
- 24 giugno - Ruth Randall Edström, attivista statunitense († 1944)
- 24 giugno - J. Gordon Edwards, regista e sceneggiatore canadese († 1925)
- 26 giugno - Franz Nikolaus Finck, linguista e filologo tedesco († 1910)
- 27 giugno - Ethel Grenfell, baronessa Desborough, nobildonna inglese († 1952)
- 28 giugno - Luigi Pirandello, drammaturgo, scrittore e poeta italiano († 1936)

## Luglio(62)
- 1º luglio - Franz Boll, filologo classico e grecista tedesco († 1924)
- 2 luglio - Leopoldo Fregoli, trasformista, attore e regista italiano († 1936)
- 2 luglio - Giuseppe Guastalla, scultore italiano († 1952)
- 2 luglio - Herbert Prior, attore inglese († 1954)
- 3 luglio - Bernard Brunhes, geofisico francese († 1910)
- 3 luglio - Federico Flora, economista, giornalista e politico italiano († 1958)
- 4 luglio - Gaudenzio Fantoli, ingegnere e politico italiano († 1940)
- 4 luglio - Adolfo Leoncini, generale italiano († 1957)
- 4 luglio - Girolamo Orefici, politico e avvocato italiano († 1932)
- 5 luglio - Miguel Abadìa Méndez, politico, diplomatico e scrittore colombiano († 1947)
- 5 luglio - Andrew Ellicott Douglass, astronomo statunitense († 1962)
- 5 luglio - Max Friedländer, storico dell'arte tedesco († 1958)
- 7 luglio - Carlo Stragliati, pittore italiano († 1925)
- 8 luglio - Edgar Buckingham, fisico, matematico e chimico statunitense († 1940)
- 8 luglio - Donato Faggella, magistrato e politico italiano († 1939)
- 8 luglio - Luigi Maria Foschini, politico italiano († 1943)
- 8 luglio - Käthe Kollwitz, scultrice e pittrice tedesca († 1945)
- 8 luglio - Bettino Marchetti, architetto e restauratore italiano († 1935)
- 9 luglio - Mario Casanuova Jerserinch, ammiraglio e politico italiano († 1949)
- 9 luglio - Malcolm Donald Murray, ufficiale scozzese († 1938)
- 10 luglio - Eugenio Broccardi, ingegnere e politico italiano († 1959)
- 10 luglio - Finley Peter Dunne, umorista, giornalista e scrittore statunitense († 1936)
- 10 luglio - Massimiliano di Baden, politico tedesco († 1929)
- 10 luglio - Gustavo Sacerdote, saggista, giornalista e traduttore italiano († 1948)
- 10 luglio - Ante Tresić-Pavičić, scrittore, politico e diplomatico croato († 1949)
- 11 luglio - Lussorio Cau, carabiniere italiano († 1961)
- 11 luglio - Giuseppe Sommaruga, architetto italiano († 1917)
- 12 luglio - Auguste Georges Darzens, chimico francese († 1954)
- 12 luglio - Angelo Maria Dolci, cardinale e arcivescovo cattolico italiano († 1939)
- 14 luglio - Ferdinand Küchler, violinista e compositore tedesco († 1937)
- 14 luglio - Ettore Molinari, chimico e anarchico italiano († 1926)
- 15 luglio - Jean-Baptiste Charcot, esploratore, medico e navigatore francese († 1936)
- 16 luglio - Sydney Cockerell, collezionista d'arte britannico († 1962)
- 16 luglio - Nikolaj Nikolaevič Kolomejcev, navigatore e esploratore russo († 1944)
- 16 luglio - Émile Michelet, velista francese († 1935)
- 16 luglio - Aurelio Robino, militare italiano († 1917)
- 17 luglio - Leo Jogiches, politico lituano († 1919)
- 17 luglio - Walther Kausch, chirurgo tedesco († 1928)
- 18 luglio - Margaret Brown, filantropa, attivista e attrice statunitense († 1932)
- 18 luglio - William Dod, arciere britannico († 1954)
- 18 luglio - Enrico Gotti, generale italiano († 1920)
- 18 luglio - André Lalande, filosofo francese († 1963)
- 18 luglio - Emilio Magoni, scultore e pittore italiano († 1922)
- 18 luglio - George Slythe Street, scrittore e giornalista inglese († 1936)
- 20 luglio - Pio Bolzon, botanico italiano († 1940)
- 21 luglio - Alfonso Maria Casoli, gesuita, poeta e romanziere italiano († 1923)
- 21 luglio - William Vincent Fitzgerald, botanico australiano († 1929)
- 21 luglio - Lucien Hector Monod, pittore e incisore francese († 1957)
- 22 luglio - Gustave Le Rouge, scrittore francese († 1938)
- 22 luglio - Charles-Albert-Joseph Lecomte, vescovo cattolico francese († 1934)
- 23 luglio - Kōda Rohan, scrittore giapponese († 1947)
- 24 luglio - Edward Frederic Benson, scrittore inglese († 1940)
- 24 luglio - Adolf Gärtner, regista tedesco († 1937)
- 24 luglio - André Kauffer, orafo francese († 1937)
- 24 luglio - Vincenzo Rinaldo, architetto e designer italiano († 1927)
- 25 luglio - Sergej Konstantinovič Belosel'skij-Belozerskij, generale russo († 1951)
- 25 luglio - Max Dauthendey, scrittore tedesco († 1918)
- 27 luglio - Enrique Granados, compositore e pianista spagnolo († 1916)
- 27 luglio - Derrick Norman Lehmer, matematico statunitense († 1938)
- 28 luglio - Charles Dillon Perrine, astronomo argentino († 1951)
- 29 luglio - Antonio Gismondi, magistrato e politico italiano († 1944)
- 29 luglio - Pio Lobetti Bodoni, ammiraglio italiano († 1949)

## Agosto(54)
- 1º agosto - William Speirs Bruce, esploratore britannico († 1921)
- 2 agosto - Ernest Dowson, poeta, scrittore e traduttore inglese († 1900)
- 2 agosto - Johanne Dybwad, attrice teatrale e produttrice teatrale norvegese († 1950)
- 2 agosto - Angelo Maria Ettinger, abate lussemburghese († 1918)
- 2 agosto - Frank Alvord Perret, ingegnere, inventore e vulcanologo statunitense († 1943)
- 3 agosto - Stanley Baldwin, politico britannico († 1947)
- 3 agosto - Eugen von Hippel, oculista e scienziato tedesco († 1939)
- 3 agosto - Erich Kallius, anatomista tedesco († 1935)
- 4 agosto - Jake Beckley, giocatore di baseball statunitense († 1918)
- 5 agosto - Jacob Ruppert, dirigente sportivo e politico statunitense († 1939)
- 6 agosto - Salvatore Contarini, diplomatico e politico italiano († 1945)
- 7 agosto - Emil Nolde, pittore danese († 1956)
- 8 agosto - Louise Lester, attrice statunitense († 1952)
- 9 agosto - Evelina Haverfield, attivista britannica († 1920)
- 9 agosto - Vavro Šrobár, politico slovacco († 1950)
- 10 agosto - Gino Galeotti, medico e patologo italiano († 1921)
- 10 agosto - Arturo Pinna Pintor, medico italiano († 1951)
- 11 agosto - Hobart Bosworth, attore, regista e sceneggiatore statunitense († 1943)
- 11 agosto - James Melvill van Carnbée, schermidore olandese († 1944)
- 11 agosto - Oswald Eccher ab Eccho, militare austro-ungarico († 1935)
- 11 agosto - Richard Heinze, filologo classico e latinista tedesco († 1929)
- 11 agosto - Frederick Keeping, pistard britannico († 1950)
- 11 agosto - Ashley Miller, regista e sceneggiatore statunitense († 1949)
- 12 agosto - Joseph Paul Alizard, pittore francese († 1948)
- 12 agosto - Cesare Biondi, medico italiano († 1936)
- 12 agosto - Edith Hamilton, scrittrice statunitense († 1963)
- 12 agosto - Carlo Piancastelli, collezionista d'arte e bibliografo italiano († 1938)
- 13 agosto - Rudolf G. Binding, scrittore tedesco († 1938)
- 13 agosto - Campbell Dodgson, scrittore e storico dell'arte inglese († 1948)
- 13 agosto - George Luks, pittore, illustratore e fumettista statunitense († 1933)
- 14 agosto - John Galsworthy, scrittore e drammaturgo inglese († 1933)
- 14 agosto - Artur Oppman, poeta polacco († 1931)
- 15 agosto - Anathon Aall, filosofo norvegese († 1943)
- 15 agosto - Carlo Bonacini, matematico e fisico italiano († 1944)
- 17 agosto - Romeo Frezzi, attivista italiano († 1897)
- 17 agosto - Arthur Sambon, numismatico e storico francese († 1947)
- 18 agosto - Percy Fawcett, militare, archeologo e esploratore britannico († 1925)
- 20 agosto - Giovanni Brunetti, giurista italiano († 1935)
- 20 agosto - Richard Schorr, astronomo tedesco († 1951)
- 21 agosto - Wilbur Higby, attore statunitense († 1934)
- 21 agosto - Luigi Lombardi, politico e ingegnere italiano († 1958)
- 22 agosto - Maximilian Bircher-Benner, medico svizzero († 1939)
- 22 agosto - Charles Francis Jenkins, inventore statunitense († 1934)
- 22 agosto - Maud Powell, violinista statunitense († 1920)
- 22 agosto - Sergej Sergeevič Solomko, pittore, illustratore e disegnatore russo († 1928)
- 23 agosto - Marcel Schwob, scrittore francese († 1905)
- 23 agosto - Edgar de Wahl, linguista estone († 1948)
- 26 agosto - Enrico Bruzzi, scrittore italiano († 1953)
- 26 agosto - Charles Clappier, schermidore francese
- 26 agosto - Emil Uzelac, generale e aviatore croato († 1954)
- 28 agosto - Umberto Giordano, compositore italiano († 1948)
- 29 agosto - Michael Culme-Seymour, IV Baronetto, ammiraglio inglese († 1925)
- 29 agosto - Emanuele Soler, geodeta e politico italiano († 1940)
- 31 agosto - Eugène Béjot, incisore e pittore francese († 1931)

## Settembre(56)
- 1º settembre - Edgar Amphlett, schermidore britannico († 1931)
- 1º settembre - John Gretton, politico e velista britannico († 1947)
- 1º settembre - Alex Latta, calciatore scozzese († 1928)
- 3 settembre - Oscar Neumann, zoologo e ornitologo tedesco († 1946)
- 5 settembre - Amy Beach, compositrice e pianista statunitense († 1944)
- 5 settembre - Michail Osipovič Ėjzenštejn, architetto e ingegnere russo († 1920)
- 6 settembre - Lucile Fain, golfista francese († 1942)
- 6 settembre - Adolphe Rouleau, schermidore francese († 1937)
- 6 settembre - Johan Søhr, giurista norvegese († 1949)
- 7 settembre - Albert Bassermann, attore tedesco († 1952)
- 7 settembre - Camilo Pessanha, poeta portoghese († 1926)
- 8 settembre - Alf Klingenberg, pianista e compositore norvegese († 1944)
- 8 settembre - Aleksandr L'vovič Parvus, rivoluzionario russo († 1924)
- 9 settembre - Louis Dapples, manager svizzera († 1937)
- 9 settembre - Shin Hirayama, astronomo giapponese († 1945)
- 9 settembre - Ernst Oppler, pittore tedesco († 1929)
- 10 settembre - Aleksandr Širjaev, ballerino e animatore russo († 1941)
- 11 settembre - Friedrich Bödeker, botanico tedesco († 1937)
- 12 settembre - Alfredo Acton, ammiraglio italiano († 1934)
- 12 settembre - Carlo Del Lungo, fisico italiano († 1950)
- 13 settembre - Agatino Giovanni Barbera, medico italiano († 1908)
- 13 settembre - Giuseppe Lallich, pittore italiano († 1953)
- 14 settembre - Charles Théodore Brécard, generale francese († 1952)
- 14 settembre - Arturo Ganucci Cancellieri, politico e avvocato italiano († 1936)
- 14 settembre - Charles Dana Gibson, illustratore statunitense († 1944)
- 15 settembre - Petr Bezruč, poeta ceco († 1958)
- 15 settembre - Wrexie Leonard, astronoma statunitense († 1937)
- 16 settembre - Vintilă Brătianu, politico rumeno († 1930)
- 16 settembre - Eva Watson-Schütze, fotografa statunitense († 1935)
- 17 settembre - Vera Evstaf'evna Popova, chimica russa († 1896)
- 19 settembre - Arturo Pazzi, architetto italiano († 1941)
- 19 settembre - Arthur Rackham, illustratore britannico († 1939)
- 21 settembre - Jeanne Itasse-Broquet, scultrice francese († 1941)
- 21 settembre - Flaminio Mancaleoni, giurista e politico italiano († 1951)
- 21 settembre - Henry Stimson, politico statunitense († 1950)
- 22 settembre - Antonino Di Giorgio, generale e politico italiano († 1932)
- 23 settembre - Percy Grant, ammiraglio inglese († 1952)
- 23 settembre - Gemma Luziani, pianista italiana († 1894)
- 23 settembre - Caterina Panciera Besarel, imprenditrice e scultrice italiana († 1947)
- 24 settembre - Luis Morquio, medico uruguaiano († 1935)
- 24 settembre - Bolo Pascià, nobile, imprenditore e faccendiere francese († 1918)
- 24 settembre - Augusto de Vasconcelos, politico e diplomatico portoghese († 1951)
- 24 settembre - Albert Venn, giocatore di lacrosse statunitense († 1908)
- 25 settembre - Édouard Geynet, tiratore a volo francese († 1916)
- 25 settembre - Evgenij Karlovič Miller, generale russo († 1939)
- 25 settembre - Albina Scacchetti, sindacalista italiana († 1953)
- 26 settembre - Giovanni Semeria, oratore e scrittore italiano († 1931)
- 26 settembre - Emil von Dungern, scienziato tedesco († 1961)
- 27 settembre - Giovanni Vincenzo Bonzano, cardinale italiano († 1927)
- 28 settembre - James Edwin Campbell, poeta, editore e saggista statunitense († 1896)
- 28 settembre - Hiranuma Kiichirō, politico giapponese († 1952)
- 29 settembre - Achille Menotti Luppi, politico italiano († 1946)
- 29 settembre - Walther Rathenau, politico e imprenditore tedesco († 1922)
- 30 settembre - Gian Pietro Lucini, poeta, scrittore e critico letterario italiano († 1914)
- 30 settembre - Victoriano Salado Álvarez, politico e giornalista messicano († 1931)
- 30 settembre - Konstantin Žostov, generale bulgaro († 1916)

## Ottobre(56)
- 1º ottobre - Ugo Cei, generale e politico italiano († 1953)
- 1º ottobre - George Cecil Ives, scrittore britannico († 1950)
- 1º ottobre - Fernand Pelloutier, sindacalista e anarchico francese († 1901)
- 2 ottobre - Oreste Jacobini, ingegnere, dirigente d'azienda e politico italiano († 1956)
- 2 ottobre - Nilo Peçanha, avvocato e politico brasiliano († 1924)
- 2 ottobre - Božena Slančíková-Timrava, scrittrice e drammaturga slovacca († 1951)
- 3 ottobre - Antonio Baldacci, botanico e geografo italiano († 1950)
- 3 ottobre - Pierre Bonnard, pittore francese († 1947)
- 3 ottobre - Julia Crawford Ivers, sceneggiatrice, regista e produttrice cinematografica statunitense († 1930)
- 4 ottobre - Albert Houtin, religioso e teologo francese († 1926)
- 4 ottobre - Camillo Romano Avezzana, diplomatico e politico italiano († 1949)
- 4 ottobre - Alexander Vasiliev, storico e insegnante russo († 1953)
- 5 ottobre - Sergej Ivanovič Gusev-Orenburgskij, scrittore russo († 1963)
- 5 ottobre - Frank Harris Hitchcock, politico statunitense († 1935)
- 5 ottobre - Harvey Logan, pistolero statunitense († 1904)
- 7 ottobre - Domenico Jorio, cardinale italiano († 1954)
- 8 ottobre - Gottlieb Elster, scultore tedesco († 1917)
- 8 ottobre - William Valentine, arciere statunitense († 1932)
- 9 ottobre - Hetty Pettigrew, modella e scultrice britannica († 1953)
- 12 ottobre - Max Kurzweil, pittore e incisore austriaco († 1916)
- 12 ottobre - Giulio Serafini, cardinale e vescovo cattolico italiano († 1938)
- 13 ottobre - Ettore Arrigoni degli Oddi, ornitologo e naturalista italiano († 1942)
- 13 ottobre - Guy Boothby, scrittore australiano († 1905)
- 13 ottobre - Maxime Dethomas, disegnatore, pittore e incisore francese († 1929)
- 13 ottobre - Jacques Huber, botanico svizzero († 1914)
- 13 ottobre - Giacomo Inaudi, italiano († 1950)
- 14 ottobre - Raymond de La Tailhède, poeta francese († 1938)
- 14 ottobre - Masaoka Shiki, poeta, critico letterario e giornalista giapponese († 1902)
- 14 ottobre - John Cunningham McLennan, fisico canadese († 1935)
- 16 ottobre - Enrico d'Orléans, nobile e esploratore francese († 1901)
- 17 ottobre - Frank Mahan, cestista statunitense († 1905)
- 17 ottobre - Josep Puig i Cadafalch, architetto spagnolo († 1956)
- 18 ottobre - Julia Abel-Truchet, pittrice francese († 1935)
- 18 ottobre - Anna Dodge, attrice statunitense († 1945)
- 18 ottobre - Orazio Costante Grossoni, scultore italiano († 1952)
- 18 ottobre - Eugénio Tavares, poeta capoverdiano († 1930)
- 19 ottobre - Nikolaj Aleksandrovič Lochvickij, militare russo († 1933)
- 19 ottobre - Sisto da Pisa, religioso italiano († 1943)
- 20 ottobre - Millicent St Clair-Erskine, nobildonna, giornalista e drammaturga scozzese († 1955)
- 21 ottobre - Emmeline Pethick-Lawrence, attivista britannica († 1954)
- 22 ottobre - Ettore Moschino, giornalista, scrittore e poeta italiano († 1941)
- 23 ottobre - Francesco Malaguzzi Valeri, storico dell'arte, numismatico e funzionario italiano († 1928)
- 23 ottobre - Georges Monca, regista, sceneggiatore e attore francese († 1939)
- 23 ottobre - Paul Roussel, scultore francese († 1928)
- 27 ottobre - Karl Behting, scacchista e compositore di scacchi lettone († 1943)
- 28 ottobre - Guido Biscaretti di Ruffia, militare e politico italiano († 1946)
- 28 ottobre - Hans Driesch, biologo e filosofo tedesco († 1941)
- 28 ottobre - Nivedita, missionaria, educatrice e attivista irlandese († 1911)
- 29 ottobre - Giulio Cesare Ferrari, psichiatra e psicologo italiano († 1932)
- 29 ottobre - Tom MacInnes, poeta e scrittore canadese († 1951)
- 29 ottobre - Gian Carlo Messa, magistrato, giurista e politico italiano († 1945)
- 29 ottobre - Ernesto Maria Piovella, arcivescovo cattolico italiano († 1949)
- 30 ottobre - Louis Winslow Austin, fisico statunitense († 1932)
- 30 ottobre - Ed Delahanty, giocatore di baseball statunitense († 1903)
- 31 ottobre - Augusto Bianchi, generale italiano († 1918)
- 31 ottobre - David Graham Phillips, scrittore e giornalista statunitense († 1911)

## Novembre(49)
- 2 novembre - Leonardo Mordini, diplomatico e storico italiano († 1943)
- 3 novembre - John Oliver Hobbes, scrittrice e drammaturga statunitense († 1906)
- 3 novembre - Martin Wilhelm Kutta, matematico tedesco († 1944)
- 3 novembre - Stanisław Szeptycki, generale e politico polacco († 1950)
- 5 novembre - George Reisner, egittologo statunitense († 1942)
- 6 novembre - Gaetano Badii, storico e bibliotecario italiano († 1937)
- 7 novembre - J.P. Morgan Jr, banchiere e filantropo statunitense († 1943)
- 7 novembre - Marie Curie, fisica, chimica e matematica polacca († 1934)
- 8 novembre - Émile Berchmans, pittore e illustratore belga († 1947)
- 8 novembre - Gottfried von Hohenlohe-Schillingsfürst, militare, diplomatico e politico austriaco († 1932)
- 8 novembre - Léon Houa, ciclista su strada e pilota automobilistico belga († 1918)
- 8 novembre - Eugenia Picco, religiosa e mistica italiana († 1921)
- 9 novembre - Samuel Richard Davies, calciatore inglese († 1907)
- 10 novembre - John Henry Patterson, militare e scrittore irlandese († 1947)
- 11 novembre - Guy Bainbridge, generale britannico († 1943)
- 11 novembre - Walter Goetz, storico tedesco († 1958)
- 11 novembre - James Edward Quibell, egittologo britannico († 1935)
- 12 novembre - Francisco José Fernandes Costa, politico portoghese († 1925)
- 12 novembre - Valentine Hall, tennista statunitense († 1934)
- 12 novembre - Joseph McCabe, scrittore e oratore britannico († 1955)
- 13 novembre - Josefine Dora, attrice austriaca († 1944)
- 14 novembre - Davide Campari, imprenditore italiano († 1936)
- 14 novembre - Surendra Bikram Prakash, principe e politico indiano († 1911)
- 14 novembre - Friedrich Vollmer, latinista e filologo classico tedesco († 1923)
- 15 novembre - Ludovico Cavaleri, pittore, incisore e illustratore italiano († 1941)
- 15 novembre - Emil Krebs, linguista e sinologo tedesco († 1930)
- 16 novembre - Léon Daudet, scrittore e politico francese († 1942)
- 16 novembre - Albert Heine, attore e regista tedesco († 1949)
- 17 novembre - Henri Gouraud, generale francese († 1946)
- 17 novembre - Howard Missimer, attore statunitense († 1917)
- 18 novembre - Maria Eufrasia Iaconis, religiosa italiana († 1916)
- 18 novembre - Richard Barry Parker, architetto e urbanista britannico († 1947)
- 19 novembre - Ángel Gallardo, biologo, ingegnere e entomologo argentino († 1934)
- 20 novembre - Gustav Giemsa, chimico e batteriologo tedesco († 1948)
- 20 novembre - Henri Guinier, pittore francese († 1927)
- 20 novembre - Patrick Joseph Hayes, cardinale e arcivescovo cattolico statunitense († 1938)
- 20 novembre - Pietro Milone, poeta italiano († 1933)
- 21 novembre - Vladimir Ipatieff, chimico russo († 1952)
- 22 novembre - Wilhelm Groener, generale e politico tedesco († 1939)
- 23 novembre - Mauro Jatta, batteriologo e chimico italiano († 1918)
- 23 novembre - Celso Ulpiani, medico, chimico e agronomo italiano († 1919)
- 24 novembre - Alberto Pironti, magistrato e politico italiano († 1936)
- 24 novembre - Louis de Champsavin, cavaliere e militare francese († 1916)
- 25 novembre - Alessandro Abate, pittore italiano († 1953)
- 25 novembre - Irma Gramatica, attrice italiana († 1962)
- 25 novembre - Tal'at Harb, economista egiziano († 1941)
- 27 novembre - Charles Koechlin, compositore francese († 1950)
- 29 novembre - Kamakichi Kishinouye, biologo giapponese († 1929)
- 30 novembre - Henri-Gabriel Ibels, pittore francese († 1914)

## Dicembre(65)
- 1º dicembre - Roberto Alessandri, chirurgo e politico italiano († 1948)
- 1º dicembre - Ignacy Mościcki, chimico e politico polacco († 1946)
- 2 dicembre - Alec B. Francis, attore britannico († 1934)
- 2 dicembre - Elizabeth Courtauld, medico britannico († 1947)
- 3 dicembre - Carlo Errera, geografo e scienziato italiano († 1936)
- 3 dicembre - František Nušl, astronomo e matematico ceco († 1951)
- 3 dicembre - Ernesto Vitetti, funzionario e prefetto italiano († 1948)
- 4 dicembre - Elvira Madigan, circense danese († 1889)
- 4 dicembre - Max de Blumer, ciclista russo († 1890)
- 5 dicembre - Antti Aarne, scrittore finlandese († 1925)
- 5 dicembre - Gabriele Grasso, geografo italiano († 1908)
- 5 dicembre - James Lackaye, attore e regista statunitense († 1919)
- 5 dicembre - Józef Piłsudski, rivoluzionario, generale e politico polacco († 1935)
- 6 dicembre - Karl Bitter, scultore austriaco († 1915)
- 6 dicembre - Otto Busse, medico e patologo tedesco († 1922)
- 6 dicembre - Gilbert Dobbs, compositore di scacchi statunitense († 1941)
- 6 dicembre - Augusto Leopoldo di Sassonia-Coburgo-Koháry, nobile brasiliano († 1922)
- 8 dicembre - Gemma Ferruggia, scrittrice e drammaturga italiana († 1930)
- 8 dicembre - Hermann Frahm, ingegnere tedesco († 1939)
- 9 dicembre - Grīgorios Xenopoulos, drammaturgo e scrittore greco († 1951)
- 10 dicembre - Wilberforce Eaves, tennista britannico († 1920)
- 10 dicembre - Sabatino Lopez, drammaturgo, critico letterario e scrittore italiano († 1951)
- 10 dicembre - Umberto Ongania, pittore italiano († 1942)
- 10 dicembre - Ker-Xavier Roussel, pittore francese († 1944)
- 10 dicembre - Carmen de Burgos, scrittrice, giornalista e traduttrice spagnola († 1932)
- 11 dicembre - Heinrich Bulle, archeologo tedesco († 1945)
- 11 dicembre - Antonio Conte, schermidore e maestro di scherma italiano († 1953)
- 11 dicembre - Adolf Dirr, linguista, filologo e etnologo tedesco († 1930)
- 11 dicembre - Ignazio Lupi, attore italiano († 1942)
- 11 dicembre - Alessandro Salimbeni, medico, immunologo e batteriologo italiano († 1942)
- 13 dicembre - Kristian Birkeland, fisico norvegese († 1917)
- 15 dicembre - Edith Austin, tennista britannica († 1953)
- 15 dicembre - Giuseppe Lauricella, matematico e fisico italiano († 1913)
- 16 dicembre - Pietro Bellotti, sindacalista, politico e antifascista italiano († 1950)
- 16 dicembre - Amy Carmichael, missionaria e scrittrice britannica († 1951)
- 16 dicembre - Angelo Della Mura, pittore italiano († 1922)
- 16 dicembre - Francesco Querini, esploratore italiano († 1900)
- 18 dicembre - Salvatore Buemi, scultore italiano († 1916)
- 18 dicembre - Joaquín Bárbara y Balza, pittore e docente spagnolo († 1931)
- 18 dicembre - Foxhall Parker Keene, giocatore di polo, golfista e pilota automobilistico statunitense († 1941)
- 20 dicembre - Carlo Alfonso Buffa di Perrero, militare italiano († 1916)
- 21 dicembre - Bigelow Cooper, attore statunitense († 1953)
- 21 dicembre - Luigi Maggi, attore e regista italiano († 1946)
- 21 dicembre - Osmar Schindler, pittore tedesco († 1927)
- 22 dicembre - Joseph Maria Olbrich, architetto austriaco († 1908)
- 23 dicembre - Filippo Bottazzi, fisiologo e biochimico italiano († 1941)
- 23 dicembre - Madam C. J. Walker, imprenditrice, filantropa e attivista statunitense († 1919)
- 23 dicembre - Clotilde von Mensdorff-Pouilly, nobile, attivista e diplomatica austriaca († 1947)
- 23 dicembre - Boris Schatz, scultore lituano († 1932)
- 23 dicembre - Ettore Varini, generale e dirigente sportivo italiano († 1950)
- 23 dicembre - Edith Yorke, attrice inglese († 1934)
- 24 dicembre - Gaspare Bergonzoli, medico italiano († 1950)
- 24 dicembre - Tevfik Fikret, educatore e poeta ottomano († 1915)
- 25 dicembre - Antonio Chiribiri, imprenditore italiano († 1943)
- 25 dicembre - Alfred Kerr, scrittore tedesco († 1948)
- 25 dicembre - William Lashly, esploratore e militare britannico († 1940)
- 25 dicembre - Guglielmo Talamini, pittore italiano († 1918)
- 26 dicembre - Julien Benda, filosofo e scrittore francese († 1956)
- 26 dicembre - Bhavsinhji Madhavsinhji, indiano († 1908)
- 26 dicembre - Pierino Negrotto Cambiaso, politico italiano († 1925)
- 26 dicembre - Phan Bội Châu, rivoluzionario e patriota vietnamita († 1940)
- 27 dicembre - Henri Christiné, compositore francese († 1941)
- 27 dicembre - Léon Delacroix, politico belga († 1929)
- 28 dicembre - Ambrogio di Sarapul, vescovo ortodosso russo († 1918)
- 28 dicembre - Arturo Falconi, attore italiano († 1934)

## Senza giorno specificato(53)
- Afzal ul-Mulk, principe indiano († 1892)
- Musa ag Amastan, algerino († 1920)
- Gerhard Anschütz, giurista tedesco († 1948)
- Nicolò Arimondi, militare e dirigente sportivo italiano († 1935)
- Ruby Belasco, attrice britannica († 1936)
- Giovanni Bianchetti, organaro italiano († 1919)
- Amédée Borrel, biologo francese († 1936)
- Émile Boulanger, biologo e farmacista francese († 1939)
- Henry Brown Fuller, pittore statunitense († 1934)
- Harry Buckwalter, fotografo, regista e produttore cinematografico statunitense († 1930)
- Linda Burfield Hazzard, medico statunitense († 1938)
- Arturo Carrari, regista cinematografico e produttore cinematografico italiano († 1935)
- Giuseppe Raffaello Cerrai, avvocato e politico italiano († 1947)
- Pietro Cignaghi, calciatore italiano († 1914)
- Giuseppe Ciocca, scrittore italiano († 1950)
- Nicola Coviello, giurista italiano († 1913)
- Josep Dalmau i Rafel, mercante d'arte spagnolo († 1937)
- Fujishima Takeji, artista giapponese († 1943)
- Florence Fuller, artista australiana († 1946)
- Ignazio Carlo Gavini, storico e architetto italiano († 1936)
- Cicely Gore, nobildonna inglese († 1955)
- George Francis Hill, bibliotecario e numismatico britannico († 1948)
- Ignazio Elia III, arcivescovo ortodosso ottomano († 1932)
- Ernst Jentsch, psichiatra tedesco († 1919)
- Otto Juliusburger, psichiatra tedesco († 1952)
- Spyros Lazaros, tiratore di fune greco
- John Longley, militare britannico († 1953)
- Maurice Lorrain, neurologo francese († 1956)
- Alfred Lucas, chimico britannico († 1945)
- Astorre Lupattelli, avvocato italiano († 1945)
- Elvira Mancuso, scrittrice italiana († 1958)
- Gabriel Millet, storico dell'arte francese († 1953)
- Sante Mingazzi, artigiano italiano († 1922)
- Vasilij Vasil'evic Nikitin, mineralogista russo († 1942)
- Charles Lathrop Parsons, chimico statunitense († 1954)
- Diego Petriccione, commediografo, giornalista e critico musicale italiano († 1942)
- Eugenio Quarti, ebanista italiano († 1926)
- George Ridgwell, regista, sceneggiatore e attore britannico († 1935)
- Egisto Roggero, scrittore e saggista italiano († 1930)
- Francesco Romei, direttore d'orchestra italiano († 1917)
- Pasquale Rossi, medico italiano († 1905)
- Giuseppe Russi, filantropo italiano († 1940)
- Ignaz Schütz, matematico e fisico tedesco († 1927)
- Eugénie Segond-Weber, attrice teatrale francese († 1945)
- Luigi Sessa, agronomo italiano († 1931)
- Sundance Kid, criminale statunitense († 1908)
- Kate Toncray, attrice statunitense († 1927)
- Emilia Varini, attrice e insegnante italiana († 1949)
- Frederick James Eugene Woodbridge, filosofo, insegnante e saggista statunitense († 1940)
- Giovanni Zangrando, pittore italiano († 1941)
- Muhammad 'Ali Bay al-'Abid, politico siriano († 1939)
- Hamilton de Araújo, poeta portoghese († 1888)
- Vasilij Škafer, tenore e regista teatrale russo († 1937)